# 肖旗乡
肖旗乡，是中华人民共和国河南省平顶山市宝丰县下辖的一个乡镇级行政单位。美籍华人，诺贝尔物理学奖得主崔琦生于范庄村。

## 行政区划
肖旗乡下辖以下地区：
肖旗村、范寨村、张伍庄村、解庄村、裴里村、史渡洼村、磁盘岭村、潘庄村、柴庄村、鲁庄村、朱洼村、史营村、方旗村、三里营村、五里头村、七里营村、土桥铺村、袁庄村、韩店村、白庄村、乔庄村、岭湾村、丁岭村、贺岭村、枣庄村和赵岭村。